# Fanny Alving

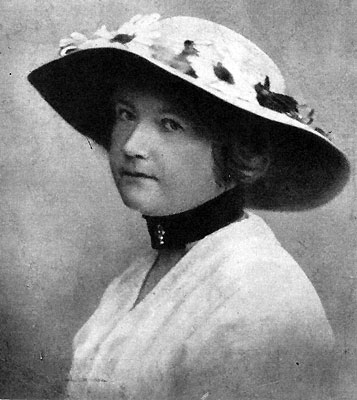
Fanny Alving, 1915

Fanny Maria Alving (* 23. Oktober 1874 als Fanny Maria Lönn in Ytterselö, Södermanland; † 2. Juni 1955 in Stockholm) war eine schwedische Schriftstellerin. Sie veröffentlichte ihre Romane und Gedichte auch unter dem Namen Fanny Norrman sowie den Pseudonymen Ulrik Uhland und Maja X.

## Leben
Alvings Eltern waren der Kapitän August Lönn (1837–1920) und Erika Charlotta Persdotter Jonsson (1844-19??). Sie besuchte die Palmgrenska Gesamtschule in Stockholm und legte 1893 das Abitur ab. Von 1898 bis 1905 war sie mit dem Statistiker und Bürodirektor Sven Norrman und ab 1906 mit dem Sprachwissenschaftler Hjalmar Alving verheiratet. Hjalmar und Fanny Alvings Tochter war die Journalistin Barbro Alving.
Alving unternahm verschiedene Reisen durch Europa, unter anderem nach Norwegen und Dänemark. Von 1894 bis 1895 arbeitete sie im griechischen Konsulat in Malmö und von 1895 bis 1898 in einem Theater- und Konzertbüro. Sie war Mitarbeiterin bei der Zeitschrift Strix und publizierte dort unter dem Pseudonym Maja X. Das Pseudonym Ulrik Uhland fand ausschließlich bei Romanen Verwendung, einige Werke erschienen auch unter dem Namen Fanny Norrman.

## Werke
Veröffentlichungen unter dem Namen Fanny Norrman:
- Galläpplen och paradisäpplen Gedichtsammlung, 1901
- Andra visboken, 1915
- Brita från  Österby, Roman, 1914

Veröffentlichungen unter dem Pseudonym Ulrik Uhland:
- Skärgårdsflirt, Roman, 1905.
- Aurores bröllopsresor, Roman, 1906
- Carl Michael Bellman och Ulla Winblad : en roman från den gamla goda tiden, Roman, 1907
- Fröken från Västervik, Roman, 1907 (deutsche Übersetzung durch Elise von Kraatz: Das Fräulein aus Västervik, 1920)
- Baronerna på Sjöberga, Roman, 1908
- Skandalhuset, Roman, 1911
- Juvelerna på Gårda, Roman, 1914

Veröffentlichungen unter dem Namen Fanny Alving:
- På avigsidan, Roman, 1918
- Josefssons på Drottninggatan, Roman, 1918
- Familjen von Skotte, Roman, 1922